# Hunt County
Hunt County är ett administrativt område i delstaten Texas, USA, med 86 129 invånare (2010). Den administrativa huvudorten (county seat) är Greenville.

## Geografi
Enligt United States Census Bureau har countyt en total area på 2 284 km². 2 178 km² av den arean är land och 106 km² är vatten.

### Angränsande countyn
- Fannin County - norr
- Delta County - nordost
- Hopkins County - öster
- Rains County - sydost
- Van Zandt County - söder
- Kaufman County - söder
- Rockwall County - sydväst
- Collin County - väster

### Orter
- Caddo Mills
- Campbell
- Celeste
- Commerce
- Greenville (huvudort)
- Hawk Cove
- Josephine (delvis i Collin County)
- Lone Oak
- Neylandville
- Quinlan
- Royse City (delvis i Collin County, delvis i Rockwall County)
- Union Valley
- West Tawakoni
- Wolfe City